# Neoathyreus fissicornis
Neoathyreus fissicornis is een keversoort uit de familie cognackevers (Bolboceratidae). De wetenschappelijke naam van de soort werd in 1880 gepubliceerd door Edgar von Harold.